# مركز دراسة تاريخ الجزيرة العربية وحضارتها
مركز دراسات تاريخ الجزيرة العربية وحضارتها هو عبارة عن مركز يهتم في تاريخ وحضارة الجزيرة العربية لأهمية هذه الجزيرة عربياً وإسلامياً و عالمياً، تشرف عليه جامعة الملك سعود في الرياض.

## النشأة
أوصت جامعة الملك سعود بإنشاء مركز متخصص في تاريخ وحضارة الجزيرة العربية يكون مقرّه في قسم التاريخ في كلية الآداب بجامعة الملك سعود وتم الرفع بذلك لمجلس التعليم العالي فوافق ,وبعد موافقة خادم الحرمين الشريفين على المحضر أنشئ المركز بتاريخ 22/5/1433هـ تحت مسمى "مركز دراسات تاريخ الجزيرة العربية وحضارتها.

## رؤية المركز
```
تحقيق الدور الريادي للجامعة والمجتمع في مسيرة التنمية وإمداده بالخبرات التي يحتاج إليها في مجال الدراسات المتخصصة في تاريخ وحضارة 
وتراث
 الجزيرة العربية.
```

## رسالة المركز
```
يعمل المركز على تمكين المستفيدين من خدماته للإرتقاء مهنياً وعملياً من خلال الدراسات الأكاديمية المتخصصة في تاريخ وحضارة الجزيرة العربية.
```

## أهداف المركز
- القيام بنشر الكتب والبحوث والدراسات التي تتناول تاريخ الجزيرة العربية وحضارتها.
- عقد الندوات والمؤتمرات المتخصصة في تاريخ الجزيرة العربية وحضارتها.
- إصدار مجلة خاصة بتاريخ الجزيرة العربية وحضارتها.
- تقديم الاستشارات العلمية في كل ما يتعلق بالجزيرة العربية، سواءً من حيث النشر والتأليف أو في وضع المناهج التاريخية لكل المراحل الدراسية للتعليم العام والتعليم الجامعي.
- تأسيس قاعدة بيانات معلوماتية تاريخية حول الجزيرة العربية.
- إقامة العلاقات مع المراكز المتماثلة، وكذلك الأفراد المهتمين بتاريخ الجزيرة العربية وحضارتها
- المتابعة المستمرة لكل ما ينشر ويذاع ويبث عن تاريخ الجزيرة العربية وحضارتها باللغات العالمية، وترجمة ما يرى المركز ترجمته.
- الاستفادة من وسائل التقنية الحديثة للتعريف بتاريخ الجزيرة العربية وحضارتها عبر العصور.
- مساعدة الباحثين في حقول تاريخ الجزيرة العربية وحضارتها.[1]

## مهام المركز
1. السعي لأن يكون المركز المرجع الأساس لكل ما يخص تاريخ الجزيرة العربية في المملكة العربية السعودية، والتنسيق مع المراكز الأخرى في دول الجزيرة العربية والمراكز العالمية ذات الاهتمامات المشابهة لاهتمامات المركز.
2. رسم سياسات تدريس التاريخ الوطني والجامعي والتاريخ العام بالتنسيق مع الجهات الأخرى ذات الاختصاص.
3. عقد ندوات ومؤتمرات عامة ومغلقة تبحث في تاريخ الجزيرة العربية بعامة وتاريخ المملكة العربية السعودية بخاصة، وعلاقاتها مع جيرانها ومع الدول والتجمعات الإقليمية الأخرى .
4. عقد ندوة عالمية كل سنتين، وتكون في موضوع له علاقة بتاريخ الجزيرة العربية وحضارتها.
5. تشجيع المركز طلاب الدراسات العليا على تسجيل موضوعات علمية تخص الجزيرة العربية ، وتوفير الدعم والاستشارة لهم ومساعدتهم على اختيار الموضوعات ونشر الأبحاث والأطروحات العلمية.
6. تنفيذ مشاريع بحثية مشتركة بالتعاون مع المراكز العلمية والأكاديمية ذات الاهتمام المشترك داخل المملكة وخارجها.
7. تكوين قاعدة بيانات معلوماتية حول كل ما يتعلق بتاريخ الجزيرة العربية وحضارتها.
8. إنشاء مكتبة للمركز  تضم كل ما يمكن الحصول عليه من مصادر ومراجع تاريخ الجزيرة العربية عبر العصور؛ حتى تكون عونا للباحثين.

## أعضاء إدارة المركز
- وكيل الجامعة للدراسات العليا والبحث العلمي.  (رئيساً)
- المشرف العام على المركز ويكون من بين منسوبي قسم التاريخ في جامعة الملك سعود.  (نائباً للرئيس)
- المدير التنفيذي ويكون من بين منسوبي قسم التاريخ في جامعة الملك سعود. (عضواً)
- عميد كلية الآداب بجامعة الملك سعود. (عضواً)
- رئيس قسم التاريخ بكلية الآداب بجامعة الملك سعود. (عضوا)
- ثلاثة من أعضاء هيئة التدريس بالجامعة من المتخصصين في مجال عمل
- عضوين من خارج الجامعة من المتخصصين في مجال عمل المركز.

## وحدات المركز

### وحدة الندوات والمؤتمرات
العلمية وتختص بالتخطيط لتنظيم الندوات والمؤتمرات العلمية التي سيقيمها المركز.

### وحدة الدراسات والنشر
```
 تقدم الاستشارات العلمية وتحكيم الأبحاث ونشرها، وإصدار مجلة تاريخية متخصصة.
```

### وحدة قاعدة البيانات المعلوماتية والمكتبة المتخصصة
```
تقوم بجمع البيانات الخاصة بالبحوث والدراسات والكتب المتعلقة بتاريخ الجزيرة العربية، والإشراف على مكتبة المركز وموقع المركز على الشبكة المعلوماتية.
```

### وحدة العلاقات
```
تتولى مهمة دعم وتشجيع الدراسات المتعلقة بمهام المركز وفعالياته العلمية، والإعداد للندوات المحلية والمؤتمرات الدولية، وتنظيم المحاضرات العامة والخاصة.
```

### وحدة الشؤون الإدارية والمالية
تقوم بالإشراف على الجوانب الإدارية ، وإعداد ميزانية المركز، والإشراف على إيراداته وجهات صرفها.